# Quero
Quero és un municipi de la província de Toledo, a la comunitat autònoma de Castella la Manxa.

## Demografia
| 1996  | 1998  | 1999  | 2000  | 2001  | 2002  | 2003  | 2004  | 2005  | 2006  |
| ----- | ----- | ----- | ----- | ----- | ----- | ----- | ----- | ----- | ----- |
| 1.391 | 1.353 | 1.318 | 1.273 | 1.257 | 1.267 | 1.252 | 1.246 | 1.269 | 1.284 |